# یوگنی چانگا
یوگنی یانوویچ چانگا (ارمنی: Եվգենի Յանովիչ Չանգա؛ زاده ۲۳ اکتبر ۱۹۲۰ - درگذشته ۷ اوت ۱۹۹۹) رقصنده باله اهل لتونی بود. وی بین سال‌های - تا - میلادی فعالیت می‌کرد.

## زندگی‌نامه
وی در ۲۳ اکتبر ۱۹۲۰ در استان پسکوف در به دنیا آمد . وی در دانشگاه هنر نمایشی روسیه فعالیت کرده است. وی همچنین برنده جوایزی همچون چهره هنری شایسته ارمنستان شوروی، نشان برجسته افتخار، جایزه استالین و جایزه دولتی اتحاد شوروی شد. وی در ۷ اوت ۱۹۹۹ در سن ۷۸ سالگی در ریگا درگذشت.